# شهرک علی‌آباد (قیر و کارزین)
شهرک علی‌آباد (قیر و کارزین)، روستایی از توابع بخش مرکزی شهرستان قیر و کارزین در استان فارس ایران است.

این شهرک در ۲۰ کیلومتری شهر قیر و ۲۰۰ کیلومتری شهر شیراز واقع شده است.
شغل اصلی مردمان این شهرک کشاورزی و باغداری است.
دهیار آقای ادریس روشن‌دل می‌باشد.
جوانان از نظر ورزشی به شدت فعال هستند و اکثرا در مسابقات ورزشی شهرستان مقام آورند.
تجهیزات ورزشی : سالن بدنسازی پوریای ولی - زمین چمن مصنوعی 
این روستا در دهستان فتح‌آباد قرار دارد و براساس سرشماری مرکز آمار ایران در سال ۱۳۸۵، جمعیت آن ۲٬۲۰۲ نفر (۴۹۶خانوار) بوده‌است.